# Ilorin
Ilorin è una città della Nigeria, capitale dello stato federale di Kwara. Nel 2010 la popolazione stimata superava il milione di abitanti (1.084.681).
La città si trova sul principale asse di comunicazione tra il nord e il sud del paese, ed è un tradizionale centro di incontro tra la cultura hausa-fulani del nord e quella yoruba del sud del paese. Vi hanno sede un'importante moschea e tre istituti universitari. Le industrie tradizionali sono quella tessile e agro-alimentare (tabacco).

## Storia
Ilorin fu fondata da una tribù Yoruba, uno dei maggiori gruppi etnici nigeriani, intorno al 1450, in un'area abitata in maggioranza dall'etnia Nupe. Ben presto divenne un importante presidio militare del potente impero yoruba di Oyo, finché, nel XIX secolo fu conquistata da Sheu Alimi, discendente di Usman Dan Fodio, entrando nella sfera d'influenza del Califfato islamico di Sokoto. In seguito all'avanzata degli inglesi la città fu compresa nella colonia della Northern Nigeria, una delle tre colonie britanniche che diedero origine, nel 1960, all'attuale Nigeria.

## Sport
Ilorin possiede uno stadio da 20.000 spettatori, sede degli incontri del Kwara United Football Club, che milita nella Premier League nigeriana. Altri sport popolari in città sono il golf e il baseball.